# Marvin Compper
Marvin Abel Compper (Tübingen, Alemania Federal, 14 de junio de 1985) es un exfutbolista alemán que jugaba de defensa.
El 1 de agosto de 2020 anunció su retirada y se unió al cuerpo técnico del M. S. V. Duisburgo, su último equipo como profesional.

## Selección nacional
Fue internacional con la selección de fútbol de Alemania en una ocasión.

## Clubes
| Club                        | País     | Año       |
| --------------------------- | -------- | --------- |
| Borussia Mönchengladbach II | Alemania | 2003-2005 |
| Borussia Mönchengladbach    | Alemania | 2005-2008 |
| TSG 1899 Hoffenheim         | Alemania | 2008-2013 |
| A. C. F. Fiorentina         | Italia   | 2013-2014 |
| R. B. Leipzig               | Alemania | 2014-2017 |
| Celtic F. C.                | Escocia  | 2018-2019 |
| M. S. V. Duisburgo          | Alemania | 2019-2020 |

## Palmarés

### Campeonatos nacionales
| Título                     | Club         | País    | Año     |
| -------------------------- | ------------ | ------- | ------- |
| Scottish Premiership       | Celtic F. C. | Escocia | 2017-18 |
| Copa de Escocia            | Celtic F. C. | Escocia | 2017-18 |
| Copa de la Liga de Escocia | Celtic F. C. | Escocia | 2018-19 |
| Scottish Premiership       | Celtic F. C. | Escocia | 2018-19 |
| Copa de Escocia            | Celtic F. C. | Escocia | 2018-19 |